# Para un soldado perdido (película)
Para un soldado perdido (inglés: For a Lost Soldier ; holandés : Voor een Verloren Soldaat ) es una película dramática holandesa de 1992 dirigida por Roeland Kerbosch , basada en la novela autobiográfica del mismo título del bailarín de ballet y coreógrafo Rudi van Dantzig.
Trata sobre la relación romántica/sexual entre un niño de 11 años y un soldado canadiense durante los últimos meses previos a la liberación de los Países Bajos de la ocupación nazi durante la Segunda Guerra Mundial.

## Reparto
- Maarten Smit como Jeroen Boman de niño
- Jeroen Krabbé como Jeroen Boman de adulto
- Andrew Kelley como Walt Cook
- Freark Smink como Heit
- Elsje de Wijn como Mem
- Derk-Jan Kroon como Jan
- Wiendelt Hooijer como Henk
- Iris Misset como Bonden
- Gineke de Jager como Elly
- Tatum Dagelet como Gertie
- Marie-José Kouwenhoven como Renske
- Valerie Valentine como Laura
- William Sutton como Chuck
- Andrew Butling como Buikspreker
- Andrew Cassani como Winslow

## Recepción
Kevin Thomas de Los Angeles Times escribió que debido a la falta de claridad sobre los temas homosexuales, "profundiza en temas demasiado serios y controvertidos para que tales preguntas queden sin respuesta". También afirmó que la confusión sobre el idioma, ya que la película está parcialmente en inglés y parcialmente en holandés, puede haber causado "falta de claridad crucial", a pesar de la buena actuación.